# Sault-Brénaz
Sault-Brénaz település Franciaországban, Ain megyében. Lakosainak száma 1007 fő (2022. január 1.). Sault-Brénaz Saint-Sorlin-en-Bugey, Souclin, Villebois, Porcieu-Amblagnieu és Vertrieu községekkel határos.

## Népesség
A település népessége az elmúlt években az alábbi módon változott:
| Lakosok száma | 937  | 1070 | 1014 | 1040 | 1036 | 985  | 953  | 977  | 987  | 1007 |
|               | 1968 | 1982 | 1990 | 2006 | 2013 | 2015 | 2017 | 2019 | 2020 | 2022 |